# Michael Bock (Kriminologe)
Michael Bock (* 28. Mai 1950 in Altburg; † 27. Oktober 2021 in Prien am Chiemsee) war ein deutscher Rechtswissenschaftler, Kriminologe und Soziologe.

## Leben und Wirken
Bock studierte von 1970 bis 1975 evangelische Theologie an der Universität Tübingen (Abschluss: 1. Ev.-Theologische Dienstprüfung) und schloss dann ein Soziologiestudium an, das er 1978 ebenfalls an der Universität Tübingen mit einer Promotion zum Doktor der Sozialwissenschaften abschloss. 1983 wurde er zudem (auch in Tübingen) zum Doktor der Rechtswissenschaften promoviert. 1985 habilitierte er sich ebendort für Soziologie. Seither war er Professor im Fachbereich Rechts- und Wirtschaftswissenschaften der Johannes Gutenberg-Universität Mainz, ab 1995 auch Inhaber des Lehrstuhls für Kriminologie, Jugendstrafrecht, Strafvollzug und Strafrecht. Zum Ende des Sommersemesters 2015 wurde er pensioniert.
Von 1996 bis 1999 lehrte Bock mehrfach als Gastprofessor an der Universität Graz (Allgemeine Soziologie, Soziologische Theorie, Sozialphilosophie und Geschichte der Soziologie). Seit 2000 war er zudem Gastprofessor an Universitäten in Kolumbien (Jugendkriminalität, Jugendstrafrecht, Angewandte Kriminologie) und wurde dort zum Honorarprofessor der Universidad de los Andes in Bogotá ernannt.
Als Soziologe war Bock ein Schüler Friedrich Tenbrucks, als Kriminologe Schüler Hans Göppingers, dessen großes Lehrbuch er als alleiniger Herausgeber betreute. Bock war somit eher einer idiographischen als einer nomothetischen Wissenschaftsauffassung verbunden. Er knüpfte damit an Soziologietraditionen aus der Weimarer Republik und den frühen 1950er Jahren an. Wichtige Bezugspunkte waren für ihn die Verstehende Soziologie Max Webers und dessen heuristische Idealtypus-Konstruktion.
Seine Arbeitsschwerpunkte lagen in der Angewandten Kriminologie (Kriminalprognose und Interventionsplanung bei Straffälligen). In seinen Publikationen dominierten neben der Angewandten Kriminologie Arbeiten zur Geschichte und Methodologie der Sozialwissenschaften. Bei der Kriminalprognose kam die von Hans Göppinger begründete und von Bock weiter entwickelte Methode der idealtypisch-vergleichenden Einzelfallanalyse (MIVEA) zur Anwendung. Diese sollte eine zuverlässige Möglichkeit darstellen, das künftige Legalverhalten einer straffällig gewordenen Person zu prognostizieren und sinnvolle Behandlungsvorschläge (Interventionsprognose) zu machen. Kritisch wurde zu Michael Bocks Kriminologieverständnis angemerkt, dieses fokussiere sich zu sehr auf die Täterpersönlichkeit und vernachlässige andere Aspekte wie Opfer- und Gesellschaftsperspektiven sowie den Komplex der Kriminalitätskontrolle.
Als Reaktion auf die Debatte um die Verschärfung des Jugendstrafrechts im Vorfeld der hessischen Landtagswahl 2008 veröffentlichte Bock die Mainzer Erklärung zum Jugendstrafrecht, die statt einer Änderung des Gesetzes die Verbesserung von Ausbildung und Kooperation der mit jugendlichen Straftätern befassten Institutionen und Personen fordert.
In der allgemeinen Öffentlichkeit wurde Bock als Vertreter der These bekannt, dass häusliche Gewalt von beiden Geschlechtern gleichermaßen ausgehe. Er gehörte zu den Kritikern des Gender-Mainstreaming, das er als „totalitäre Steigerung von Frauenpolitik“ ansah.
Michael Bock verstarb am 27. Oktober 2021 im Alter von 71 Jahren in Prien am Chiemsee. Er wurde auf dem Friedhof Tinnen (Haren (Ems)) beigesetzt.

## Schriften (Auswahl)
- Soziologie als Grundlage des Wirklichkeitsverständnisses. Zur Entstehung des modernen Weltbildes. Klett-Cotta, Stuttgart, 1980, ISBN 3-12-915030-7 (zugleich soziologische Dissertation, Tübingen 1978).
- Staatenbildung und Geschichtsschreibung im alten Israel. Ein Beitrag zur Kultursoziologie. In: Hans Braun, Alois Hahn (Hrsg.): Kultur im Zeitalter der Sozialwissenschaften. Friedrich H. Tenbruck zum 65. Geburtstag. 1984, S. 19–42.
- Kriminologie als Wirklichkeitswissenschaft. Duncker & Humblot, Berlin, 1984, ISBN 3-428-05535-7 (zugleich juristische Dissertation, Tübingen 1983).
- Recht ohne Maß: Die Bedeutung der Verrechtlichung für Person und Gemeinschaft (= Schriften zur Kultursoziologie; 10). Reimer, Berlin, 1988, ISBN 3-496-00941-1 (zugleich Habilitationsschrift).
- mit Harald Homann und Pierangelo Schiera (Hrsg.): Gustav Schmoller heute: Die Entwicklung der Sozialwissenschaften in Deutschland und Italien. 1990.
- Auguste Comte. In: Dirk Kaesler (Hrsg.): Klassiker der Soziologie 1. Von Auguste Comte bis Norbert Elias. 1999.
- Metamorphosen der Vergangenheitsbewältigung. In: Clemens Albrecht, Günter C. Behrmann (Hrsg.): Die intellektuelle Gründung der Bundesrepublik. Eine Wirkungsgeschichte der Frankfurter Schule. Campus, Frankfurt / New York, 1999, S. 530–566.
- Lästige Verwandtschaft: Die kritische Theorie im Kontext der 20er Jahre. In: Clemens Albrecht, Günter C. Behrmann (Hrsg.): Die intellektuelle Gründung der Bundesrepublik. Eine Wirkungsgeschichte der Frankfurter Schule. Campus, Frankfurt / New York, 1999, S. 36–56.
- Hans Göppinger: Kriminologie. 6. Auflage, Beck, München, 2008, ISBN 3-406-55509-8 (als alleiniger Herausgeber).
- The Selective Perception of Domestic Violence. In: Telemach Serassis, Harald Kania, Hans Jörg Albrecht (Hrsg.): Images of Crime III. Representations of Crime and the Criminal. Max-Planck-Institut für ausländisches und internationales Strafrecht, Freiburg, 2009, S. 105–118.
- mit Karin Sanders (Hrsg.): Kundenorientierung - Partizipation - Respekt: Neue Ansätze in der Sozialen Arbeit. VS Verlag für Sozialwissenschaften, Wiesbaden, 2009, ISBN 978-3-531-16867-8.
- Angewandte Kriminologie. Ein Leseband von Michael Bock. Johannes Gutenberg-Universität Mainz, Institut für Angewandte Kriminologie, Mainz 2018, ISBN 978-3-00-055520-6.
- Kriminologie. 5. Auflage, Vahlen, München, 2019, ISBN 978-3-8006-5916-6 (1. Auflage 1995).